# Piazza San Domenico (Palerme)
La Piazza San Domenico est une place de Palerme, en Sicile. Elle est située Via Roma, dans le quartier de La Loggia, dans le centre historique de Palerme. La place tire son nom de l'Église San Domenico, une des célèbres attractions de la ville. Dans le passé, elle a été appelée "la Piazza Imperiale" (Place Impériale), parce que sa création a été décidée par l'Empereur Charles VI.

## Description
Le centre de la place est dominé par la Colonne de l'Immaculée Conception, conçue par Tommaso Napoli en 1724 et érigée par Giovanni Biagio Amico, en 1728. L'ancien couvent Dominicain donnant sur la place est le siège du Museo del Risorgimento. En outre, la place représente une entrée de la Vucciria, l'un des marchés historiques de Palerme.